# Life Is Strange
Life Is Strange es un videojuego episódico de aventura gráfica desarrollado por Dontnod Entertainment y distribuido por Square Enix. El juego se compone de cinco episodios, el primero de ellos lanzado el 30 de enero de 2015 para Microsoft Windows, PlayStation 4, PlayStation 3, Xbox One, y Xbox 360. Posteriormente el juego puso a disposición del público de forma gratuita el primer capítulo para dispositivos móviles en Play Store y App Store.
Desde su lanzamiento, el juego ha sido aclamado por la crítica, obteniendo diversos premios y reconocimientos, como el premio BAFTA de videojuegos a la mejor historia en 2015, además de recibir seis nominaciones en los Golden Joystick Awards. Su fama se debe principalmente al desarrollo de los personajes y la mecánica de juego.
La historia transcurre en Arcadia Bay, un pueblo ficticio en Oregón, Estados Unidos, y gira en torno a Max Caulfield, una estudiante de fotografía que descubre que tiene el poder de viajar a través del tiempo, logrando rebobinar hacia atrás y produciendo un efecto mariposa que permite cambiar el presente. Las acciones del personaje provocarán que el relato se modifique según el antojo del jugador, pero teniendo en cuenta que cada acción tendrá efectos sobre otra. 
Una versión del juego para sistemas MacOS y GNU/Linux fue lanzado el 21 de julio de 2016, desarrollado por Feral Interactive. Este incluía el primer episodio de manera gratuita en su versión de Steam. La misma compañía se encargaría de adaptar a ambos sistemas el spin-off del juego, Life Is Strange: Before the Storm publicada en 2018. Este segundo videojuego es una precuela de Life is Strange, pues cuenta la vida de la coprotagonista del juego, Chloe Price, antes de que Max Caulfield se mudara a Arcadia Bay de nuevo. 
Debido al éxito del juego, Square Enix presentó en la ceremonia del E3 de 2018, dos nuevos juegos con la misma temática y modo de decisión, The awesome adventures of Captain Spirit y Life is Strange 2. Este segundo juego cuenta cómo un trágico incidente obliga a los hermanos Sean y Daniel Diaz, de 16 y 9 años, a huir de su casa en Seattle y, por temor a la policía, se ponen rumbo a México, y durante el viaje intentarán mantener en secreto un misterioso poder sobrenatural.
El 9 de junio de 2024 se anunció una secuela directa titulada Life is Strange: Double Exposure, que será lanzado 9 de octubre de 2024.

## Trama
Life Is Strange ocurre en la ciudad ficticia de Arcadia Bay, en Oregón, desde la perspectiva de Maxine Caulfield (Hannah Telle), estudiante de duodécimo grado de la academia de Blackwell, durante la semana del 7 de octubre de 2013. Durante la clase de fotografía con el Profesor Mark Jefferson (Derek Phillips), Max experimenta una visión de un faro que es destruido por un tornado. Dirigiéndose al baño para aclarar su mente, ve cómo un compañero de clase, Nathan Prescott (Nik Shriner), amenaza con una pistola a una chica, Chloe Price (Ashly Burch), y la asesina accidentalmente. Ante tal situación y presa del pánico, Max descubre que tiene la capacidad de rebobinar el tiempo y, gracias a ello, regresa al momento en el que Nathan y Chloe comienzan a discutir, evitando así su muerte. Tras lo ocurrido, ambas chicas descubren que, a pesar de inicialmente no haberse reconocido por sus cambios físicos, son mejores amigas de la infancia, por lo que deciden retomar el contacto y la amistad. Las dos se reúnen y van a dar un paseo por el faro, donde Max cuenta a Chloe su capacidad para viajar en el tiempo y la visión que tuvo en la clase de fotografía, deduciendo que el tornado no es algo pasado, sino una premonición: una tormenta se acerca a la ciudad. 
Al día siguiente, Max observa a su compañera Kate Marsh (Dayeanne Hutton) siendo intimidada por sus compañeros debido a un video que muestra cómo besaba a varios estudiantes en una fiesta. Está implícito que ella fue drogada, y Max sospecha que Nathan es el perpetrador. Kate está claramente avergonzada por el vídeo, entrando en un bucle de depresión y lamentaciones. 
No obstante, la trama principal del juego se desarrolla alrededor de la desaparición de Rachel Amber, la mejor amiga de Chloe, quien era querida por casi todos los estudiantes de la academia Blackwell. Max y Chloe deciden investigar acerca de tal desaparición, comenzando a sospechar del Club Vortex, liderado por Nathan Prescott, y Victoria Chase (Dani Knights), culpable también de la difusión del vídeo comprometido de Kate.  
Juntándose con Chloe en el restaurante donde trabaja su madre, Joyce (Cissy Jones), deciden experimentar con el poder de Max. Sin embargo, la tensión hace que Max tenga una hemorragia nasal y se sienta débil. Chloe la lleva de vuelta a Blackwell, pero la clase se detiene cuando todos son llamados al patio por una emergencia: Kate se va a suicidar saltando del techo del dormitorio de las chicas. Cuando todos llegan al lugar es demasiado tarde, Kate se ha suicidado, pero Max se las arregla para rebobinar y el tiempo se detiene inesperadamente cuando llega a Kate, dándole a Max la oportunidad de convencerla de que baje y vaya con ella. Tras eso, Max decide, además de investigar la desaparición de Rachel, investigar quién y cómo drogó a Kate en la fiesta del Club Vortex, pudiendo estar relacionado con la desaparición de Rachel. 
Esa misma noche Max y Chloe irrumpen en la oficina del director para investigar, descubriendo que los padres de Nathan Prescott donan grades cantidades de dinero a la academia para que no expulsen a su hijo y para encubrir algo. Para huir de David Madsen (Don McManus), jefe de seguridad de Blackwell y el padrastro de Chloe, las chicas entran en la piscina. A la mañana siguiente, van a preguntar a Frank Bowers (Daniel Bonjour), traficante de drogas, camello de Chloe y amigo de Rachel, acerca de la desaparición. Aprovechándose de su poder, Max se mete en su autocaravana y se entera de que Rachel estaba en una relación con Frank y mintió a Chloe al respecto, provocando que Chloe se sienta muy dolida. Max regresa a su dormitorio y examina una foto de niña de ella y Chloe, pero de repente es transportada al día en que se tomó la fotografía. Max evita que William (Joe Ochman), el padre de Chloe, muera en una colisión de tráfico, lo que inadvertidamente crea una realidad alternativa donde William está vivo, pero Chloe está paralizada desde el cuello para abajo como resultado de una colisión en su propio coche (el cual le es regalado por William). Max usa la foto para deshacer su decisión y volver a la actualidad, restaurando la salud de Chloe. 
Continuando su investigación, Max y Chloe obtienen pistas que las conducen a un granero abandonado, propiedad de la influyente familia Prescott. Allí, descubren un búnker escondido, en donde hay un estudio de fotografía, así como fotos de Kate y Rachel atadas y drogadas. Se apresuran a regresar al depósito de chatarra donde solían descansar y alejarse de la gente, encontrándo allí a Rachel muerta y enterrada. Ante eso, Max sigue a Chloe a la fiesta de la escuela para confrontar a Nathan, creyendo que es el culpable, y para avisar a Victoria de que corre peligro. En ese momento reciben un mensaje de texto de Nathan, amenazando con destruir la evidencia, haciendo que vuelvan al depósito de chatarra. De repente, las dos reciben una emboscada por parte de Jefferson, el profesor de fotografía, que anestesia a Max y mata a Chloe con un tiro a la cabeza. Max es secuestrada y retenida cautiva en el «cuarto oscuro», un lugar en el que Jefferson ha estado drogando y fotografiando a estudiantes de Blackwell para capturar su inocencia. Al despertar, Victoria también está atada en el cuarto oscuro, pero Max, al estar drogada e inmovilizada, no puede regresar al pasado. Finalmente consigue regresar gracias a la ayuda de Victoria que le enseña una fotografía, apareciendo de nuevo en la clase de fotografía del principio del juego. Una vez allí, alerta a David de lo sucedido, quien hace arrestar a Jefferson. No obstante, la mezcla de planos entre pasado y presente con los que ha estado jugando Max hacen que entre en una doble dimensión dónde no sabe muy bien lo que está ocurriendo. 
Finalmente, Max tiene la oportunidad de ir a San Francisco y presentar una de sus fotografías en una galería de arte. No obstante, al estar en una mezcla de dimensiones temporales, la galería de arte se convierte en una pesadilla formada por la mezcla de todas ellas, donde no sabe lo que está ocurriendo. Al haber viajado tantas veces al pasado y cambiar las cosas del destino, la mezcla de dimensiones y alteraciones temporales hacen que la tormenta que predijo al principio del juego se cumpliese, llegando a Arcadia Bay. Max se da cuenta de que el tornado que ha estado intentando evitar está causado por sus propias acciones. Max vuelve hasta el momento en que tomó la foto de la galería, pudiendo volver de nuevo al comienzo de todo. Max y Chloe van al faro, como el día en el que se reencontraron, donde Max le explica todo lo sucedido. Bajo la incredulidad de Chloe, le explica que la única forma de evitar que la tormenta arrase Arcadia Bay es volver al momento inicial y dejar que el destino tome sus propias decisiones, sin intervenir, es decir, dejar todo como está y que Arcadia Bay sea destruida; o volver y salvar Arcadia Bay dejando que Nathan Prescott asesine a Chloe en el baño. La decisión de Max es dura, la vida de su "amiga" o las de todo Arcadia Bay.

## Modo de juego
Life Is Strange es una aventura gráfica jugada a partir de una perspectiva en tercera persona. La mecánica del tiempo de rebobinado permite al jugador rehacer cualquier acción que se haya tomado. El jugador puede examinar e interactuar con objetos, lo que permite resolver el rompecabezas en forma de búsqueda y hacer cambios en el medio ambiente. Los artículos que se recogen antes de viajar en el tiempo se mantendrán en el inventario después del hecho.
El jugador puede explorar varias localizaciones en el contexto ficticio de la Bahía de Arcadia y comunicarse con personajes no jugables. Los intercambios de diálogo pueden ser rebobinados mientras que las opciones de ramificación se utilizan para la conversación. Una vez que se restablece un evento, los detalles proporcionados anteriormente pueden utilizarse en el futuro. En algunos casos, las opciones en el diálogo alterarán y afectarán la historia a través de consecuencias a corto o largo plazo. Para cada una de las opciones, algo bueno a corto plazo podría resultar peor más tarde.

## Episodios
| Título original | Título en español           | Lanzamiento           |  |
| --- | --------------------------- | --------------------- |  |
| |                             |                       |  |
| Episode 1: Chrysalis | Episodio 1: Crisálida       | 30 de enero de 2015   |  |
| Maxine Caulfield descubre su capacidad para revertir el tiempo y salva a su antigua mejor amiga, Chloe Price, de recibir un disparo de Nathan Prescott.   |                             |                       |  |
| |                             |                       |  |
| Episode 2: Out of Time | Episodio 2: Sin Tiempo      | 24 de marzo de 2015   |  |
| Chloe convence a Max de experimentar con su poder mientras ella trata de ayudar a Kate Marsh, una compañera de clase la cual ha sido víctima de bullying. |                             |                       |  |
| |                             |                       |  |
| Episode 3: Chaos Theory | Episodio 3: Teoría del Caos | 19 de mayo de 2015    |  |
| Max y Chloe exploran los secretos de Arcadia Bay y, al final, Max descubre las consecuencias que puede ocasionar su poder.                                |                             |                       |  |
| |                             |                       |  |
| Episode 4: Dark Room | Episodio 4: Cuarto oscuro   | 28 de julio de 2015   |  |
| La verdad sobre la desaparición de Rachel Amber sale a la luz, así como Max y Chloe descubren el misterio del «cuarto oscuro».                            |                             |                       |  |
| |                             |                       |  |
| Episode 5: Polarized | Episodio 5: Polarizada      | 20 de octubre de 2015 |  |
| Max intenta cambiar lo que hizo mal, pero al final tomará la decisión más difícil de su vida.                                                             |                             |                       |  |

## Problemática adolescente
Life is Strange destaca por el modo en el que trata diversas situaciones que sufren los adolescentes, como el acoso escolar, la depresión, el suicidio, las violaciones o las drogas. Del mismo modo trata temas como las diversas orientaciones sexuales que existen, al mostrar con naturalidad relaciones homosexuales. La manera en la que el juego ha tratado estas situaciones se debe a su preocupación por poner en evidencia que estas situaciones no se producen solo en el juego, sino en la vida real. 
El propio juego ha creado diversas plataformas de ayuda para los adolescentes que se sienten identificados con situaciones del juego, con el fin de intentar evitar intentos de suicidios o depresiones. 
En el caso de España, el número que han puesto a disposición de los adolescentes es el de [500 002].

## Secuelas
Una precuela desarrollada por el estudio norteamericano Deck Nine fue anunciada durante la E3 2017, viendo la luz en agosto de ese mismo año bajo el título de Life Is Strange: Before The Storm. Dicha precuela tomaba lugar tres años antes del juego original, revelando las circunstancias en las que se conocieron Chloe y Rachel.
En 2016, la desarrolladora del juego original Dontnod Entertainment confirmó la realización de una secuela que abandonaría la historia de Max y Chloe para centrarse en nuevos personajes. 
El 27 de septiembre de 2018 vio la luz el primer episodio de Life Is Strange 2, el cual ahora contaría la historia de los hermanos Sean y Daniel, quienes se ven obligados a abandonar su hogar para emprender un peligroso viaje hacia Puerto Lobos, México.
El 9 de junio de 2024, los sitios oficiales de Square Enix anunciaron una nueva entrega de la serie; Life is Strange: Double Exposure. A diferencia del resto de entregas de la serie de carácter antológico, esta  entrega traerá de vuelta como protagonista a Max Caufield, quien se encuentra de residencia en la Universidad de Caledon, teniendo que resolver el misterio detrás del asesinato de su amiga mas cercana, sin embargo se ve forzada a utilizar nuevamente sus habilidades para rebobinar el tiempo.
Este videojuego esta programado para ser lanzado el 29 de octubre de 2024.